# Trevelin Queen
Trevelin Marleto Queen (Baltimore, 25 de fevereiro de 1997) é um jogador norte-americano de basquete profissional que atualmente joga no Orlando Magic da National Basketball Association (NBA) e no Osceola Magic da G-League.
Ele jogou basquete universitário na New Mexico State, College of Marin e no New Mexico Military Institute. Profissionalmente, ele jogou pelo Houston Rockets e Indiana Pacers na NBA e pelo Rio Grande Valley Vipers e Fort Wayne Mad Ants da G-League.

## Início da vida e carreira no ensino médio
Queen começou a jogar basquete aos quatro anos em uma cesta em sua garagem. Ele jogou futebol americano no FAB Phenoms da Amateur Athletic Union (AAU). Ele jogou basquete na North County High School em sua cidade natal, Glen Burnie, Maryland. Queen mudou-se para uma escola secundária na Flórida para sua terceira temporada, mas não foi autorizado a jogar porque havia se transferido tarde demais. Queen voltou para North County em sua última temporada e jogou nove partidas. Ele não teve nenhuma oferta de basquete universitário no final de sua carreira no ensino médio.

## Carreira universitária
Queen planejou originalmente frequentar o Prince George's Community College devido a um relacionamento mútuo entre o técnico de basquete da escola e seu técnico da AAU, mas ele cancelou sua primeira temporada por causa de problemas com a papelada.
Ele começou a jogar basquete universitário no College of Marin em Marin County, Califórnia. Enquanto frequentava a escola, Queen viveu em uma casa de repouso antes de ele e seus colegas de quarto serem expulsos. Por uma semana, ele morou com três companheiros de equipe em um carro em Oakland, antes de se mudar para a casa de um parente de seu companheiro de equipe. Em 10 de dezembro de 2016, Queen registrou 29 pontos, 11 rebotes e oito roubos de bola em uma vitória sobre o Feather River College. Em 14 jogos, ele teve médias de 21,3 pontos, 7,9 rebotes e 2,4 assistências.
Em seu segundo ano, Queen mudou-se para o Instituto Militar do Novo México em Roswell, Novo México. Em sua estreia na temporada, ele marcou 40 pontos na vitória sobre Northern New Mexico JV. Em 4 de novembro, Queen registrou 41 pontos, o recorde da temporada, na derrota para New Mexico Junior College. No final da temporada, ele tinha médias de 26 pontos, 7,3 rebotes e 2,2 assistências.
Ele se comprometeu a jogar basquete na Divisão I da NCAA em Western Kentucky e se matriculou na universidade, mas desistiu em setembro de 2018. Mais tarde, ele se comprometeu com New México State.
Em seu terceiro ano, Queen teve médias de 7,8 pontos, 2,9 rebotes e 1,7 assistências como um dos principais reservas da equipe. Ele marcou 27 pontos, o recorde da temporada, na final do Torneio da WAC contra o Grand Canyon. Ele foi nomeado MVP do Torneio da WAC de 2019. Na primeira rodada do Torneio da NCAA de 2019, ele marcou 14 pontos na derrota por 78-77 para Auburn.
Em sua última temporada, Queen teve médias de 13,2 pontos e 5,2 rebotes e foi um dos melhores defensores da conferência. Ele foi nomeado para a Segunda-Equipe da WAC.

## Carreira profissional

### Rio Grande Valley Vipers (2021)
Depois de não ter sido selecionado no draft da NBA de 2020, Queen assinou com o Houston Rockets em 12 de novembro de 2020. Ele foi dispensado em 16 de dezembro. Ele então se juntou ao afiliado dos Rockets na G-League, o Rio Grande Valley Vipers, fazendo sua estreia em 10 de fevereiro de 2021. Queen teve médias de 10 pontos, 2,3 rebotes, 1,2 assistências e 1,2 roubos de bola.
Em 29 de setembro de 2021, Queen assinou um contrato com o Los Angeles Lakers mas foi dispensado em 15 de outubro. Queen posteriormente voltou ao Rio Grande Valley Vipers. Em 10 jogos, ele teve médias de 22,0 pontos, 6,3 rebotes, 4,1 assistências e 3,0 roubos de bola.

### Houston Rockets (2021–2022)
Em 18 de dezembro de 2021, Queen assinou um contrato bilateral com o Houston Rockets. Em 7 de abril de 2022, ele foi nomeado o MVP da G-League de 2021–22.

### Indiana Pacers (2022–2023)
Em 1º de julho de 2022, Queen assinou um contrato de 2 anos e US$ 3.5 milhões com o Philadelphia 76ers. Ele foi dispensado depois de sofrer uma lesão na cabeça em um jogo da pré-temporada.
Em 11 de outubro de 2022, Queen assinou um contrato de mão dupla com o Indiana Pacers e o seu afiliado da G-League, Fort Wayne Mad Ants.
No dia 27 de março de 2023, a G-League suspendeu Queen por um jogo sem remuneração por ter dirigido linguagem ameaçadora a um árbitro de jogo em uma vitória por 125-121 sobre o Delaware Blue Coats. Isso fez com que ele perdesse o jogo de primeira rodada dos playoffs contra o Capital City Go-Go, o qual os Mad Ants perderam.

### Orlando Magic (2023–Presente)
Em 12 de setembro de 2023, Queen assinou com o Orlando Magic e, em 21 de outubro, seu contrato foi convertido em um contrato de duas vias.

## Estatísticas da carreira

### NBA

#### Temporada regular
| Ano      | Equipe   | PJ | PT | MPJ  | AP   | 3P   | LL    | RT  | AS  | BR | TO | PPJ |
| -------- | -------- | -- | -- | ---- | ---- | ---- | ----- | --- | --- | -- | -- | --- |
| 2021–22  | Houston  | 10 | 0  | 7.4  | .455 | .375 | 1.000 | 1.6 | .4  | .5 | .1 | 4.3 |
| 2022–23  | Indiana  | 7  | 0  | 10.0 | .241 | .133 | 1.000 | 2.4 | .9  | .3 | .7 | 3.0 |
| 2023–24  | Orlando  | 14 | 0  | 11.8 | .368 | .176 | .750  | 1.4 | 1.3 | .5 | .4 | 2.9 |
| Carreira | Carreira | 31 | 0  | 9.7  | .354 | .227 | .916  | 1.8 | .8  | .4 | .3 | 3.4 |

### G-League
| Ano      | Equipe            | PJ | PT | MPJ  | AP   | 3P   | LL   | RT  | AS  | BR  | TO  | PPJ  |
| -------- | ----------------- | -- | -- | ---- | ---- | ---- | ---- | --- | --- | --- | --- | ---- |
| 2020-21  | Rio Grande Valley | 15 | 6  | 20.0 | .458 | .282 | .667 | 2.3 | 1.2 | 1.2 | .2  | 10.0 |
| 2021-22  | Rio Grande Valley | 19 | 19 | 35.0 | .485 | .342 | .796 | 6.6 | 5.0 | 3.4 | 1.0 | 25.3 |
| 2022-23  | Fort Wayne        | 17 | 9  | 34.9 | .478 | .270 | .951 | 5.9 | 4.2 | 2.1 | .9  | 23.6 |
| 2023-24  | OSC               | 19 | 19 | 33.8 | .474 | .286 | .870 | 7.1 | 5.2 | 2.1 | .4  | 22.3 |
| Carreira | Carreira          | 70 | 53 | 30.9 | .473 | .295 | .821 | 5.4 | 3.9 | 2.1 | .6  | 20.3 |